# Hideki Fujii
Hideki Fujii (藤井 秀樹 Fujii Hideki?) (Tokio, 28 de agosto de 1934-3 de mayo de 2010) fue un prestigioso fotógrafo japonés, especializado en retratos de actrices, trabajos de moda y fotografía publicitaria. Fue presidente de la Asociación de Fotógrafos de Publicidad de Japón (APA Archivado el 5 de febrero de 2012 en Wayback Machine.) y vicedirector del Instituto Nipón de Fotografía (日本写真芸術専門学校 Nihon Shashin Geijutsu Senmon Gakkō?).
Los principales temas cubiertos por Fujii Hideki son el cuerpo de la mujer con grandes cantidades de maquillaje, las actrices japonesas y los desnudos artísticos. Es famoso por sus fotografías artísticas de mujeres empleando pintura corporal de forma meticulosa sobre sus cuerpos desnudos y creando imágenes de gran belleza visual. De forma más occidental podemos ver sus trabajos de moda y publicidad, pero manteniendo su propio estilo. En sus obras más recientes incluyó fotos impresas en materiales no convencionales, tales como madera, litografías y papel japonés (washi); a estas series de fotografías las llamó F-Graphy (Fujii Art).
Fujii se interesó en la fotografía mientras estaba en la escuela secundaria. Un día, al salir de clase, vio un incendio en un cine cercano y tomó una fotografía que posteriormente fue publicada en el periódico local; esto le hizo decidirse por volverse fotógrafo profesional. Mientras estudiaba fotografía en la universidad, trabajó como asistente para el famoso Shōtarō Akiyama, convirtiéndose así en su discípulo con más éxito. Después de aprender fotografía de moda con Akiyama en el estudio Fujin Seikatsu-sha y fotografía comercial en el Nihon Design Center, Fujii encontró su gran salto a la fama con la campaña de Max Factor, que lo contrató para un cartel con la modelo Oka Hiromi.

## Síntesis biográfica (línea de tiempo)
- 1953-1956: es asistente de Shōtarō Akiyama.
- 1957-1960: es fotógrafo en el estudio Fujin Seikatsu-sha publicando para la revista de moda Fukuso Magazine.
- 1960-1963: es fotógrafo de publicidad para Nihon Design Center Tokyo, con clientes como Toyota, Asahi Kasei y Nikon.
- 1963: se vuelve fotógrafo independiente de moda y publicidad.
- 1965: supervisa de la campaña Max Factor de Japón y crea su propio estudio: Studio F.
- 1973: gana un premio en la 20.ª ceremonia del DOFIFF (Depth Of Field International Film Festival).
- 1983: crea la serie Body make-up (fotografías de cuerpos desnudos pintados con maquillaje como si fueran lienzos).[4]
- 1985: gana el León de Plata en el Art Directors Club de Nueva York y el premio del año en la Sociedad Fotográfica de Japón.
- 1997: continúa con la serie Body make-up y realiza trabajos para su estudio de moda y publicidad. Crea la serie F-Graphy.
- 2003: la nueva F-Graphy es presentada en el Kodak Salon.
- Hasta su muerte, en 2010, trabaja en su estudio Studio F en Kanagawa, Japón, continuando con su actividad como fotógrafo, además de maestro, orador invitado en conferencias[5] y artista.